# بورك (مقاطعة إسلام آباد غرب)
بورك (بالفارسية: بورک) هي قرية تقع في قسم حومة الجنوبي الريفي (مقاطعة إسلام آباد غرب) في إيران. يقدر عدد سكانها بـ 308 نسمة .